# Euhampsonia sinjaevi
Euhampsonia sinjaevi är en fjärilsart som beskrevs av Alexander Schintlmeister 1997. Euhampsonia sinjaevi ingår i släktet Euhampsonia och familjen tandspinnare. Inga underarter finns listade i Catalogue of Life.